# Jan Dranger
Per Erik Jan Dranger, född 29 september 1941, död 2016, var en svensk möbelformgivare och inredningsarkitekt. Han formgav sedan 1960-talet enkla, monterbara möbler och senare uppblåsbara möbler, bland annat för Ikea.

## Biografi
Jan Dranger var son till Stig Dranger. Han presenterade 1961 utredningen Befolkningsexplosionen/Jordens resurser. 1964 vann han Svensk Forms nordiska arkitekttävling Gatans Inredning tillsammans med Jan Ahlin. Efter studierna vid Konstfack bildade Jan Dranger 1968 Innovator Design tillsammans med Johan Huldt. En lång rad resurssnåla möbler exporterades i platta paket över hela världen och licenstillverkades i bland annat Japan och Brasilien. Innovator ritade även till exempel Blommor och Bin (RFSU), Civilförsvarets underjordiska ledningscentraler, varuhuskedjan (nya) EPA samt Svensk Forms vandringsutställningar i Japan, Brasilien och Australien. 
Från 1980 arbetade Jan Dranger med Statens Industriverk. Han ritade bland annat flytande hotell i Dar es-Salaam samt Leif Silberskys advokatkontor. 1982 presenterade Jan Dranger i Milano flera helt nya möbelkollektioner, bland annat Media.
Jan Dranger finns representerad på Victoria and Albert Museum i London och på Nationalmuseum i Stockholm. SoftAir, världens första helt återvinningsbara patenterade system för stoppmöbler, soffor, fåtöljer, sängar med mera, lanserades 1997 på Ikea och Muji i Japan. SoftAir fick 1999 IF Hannovers stora miljöpris.

## Familj
Jan Dranger är far till Joanna Rubin Dranger.